# Jaromíra Straková-Lipská
Akademická malířka Jaromíra Straková-Lipská (29. února 1920 Praha – 22. března 2001 Měšice) byla česká sklářská výtvarnice, profesorka Střední průmyslové školy sklářské v Novém Boru.

## Životopis
Narodila se v Praze jako první ze tří dětí Jana Straky, akademického sochaře a Anny, rozené Slavíkové. Otec byl žákem a asistentem J. V. Myslbeka, později profesorem kreslení na reálném gymnáziu v Praze 7. Za okupace byla totálně nasazena jako technická kreslička. V roce 1948 absolvovala státní zkoušku z výtvarné výchovy na Pedagogické fakultě Univerzity Karlovy v Praze (profesoři Karel Lidický a Cyril Bouda). Na základě konkurzu, vypsaného Čsl. závody sklářskými, nastoupila jako elév Štěpána Ratha v závodě vídeňské firmy Lobmeyr v Kamenickém Šenově. Pracovala na návrzích i na úpravách stávajících věcí, hlavně reliéfních portrétů a znaků, které ji nejvíce zajímaly a byly také pro závod nejpotřebnější. S panem Rathem usměrňovala práci tehdy ještě mnoha domácích rytců, jako byl Max Rőssler na Práchni, Ruppert Kolruss a K. a A. Bischofové – otec a syn v Kamenickém Šenově. V roce 1951 se provdala za Oldřicha Lipského, který jako zaměstnanec firmy realizoval část jejích návrhů. V roce 1952, po včlenění závodu do závodů Borského skla n.p., pracovala v jeho Ateliérech a v oddělení vysokého smaltu. Později působila v Ústředí bytové a oděvní kultury (ÚBOK) Praha jako volná výtvarnice v oboru sklo. Od září 1966 vyučovala na výtvarném oddělení Střední průmyslové školy sklářské v Novém Boru výtvarné zpracování skla se zaměřením na hutnické tvarování skla. Vyučovala také dějiny výtvarné kultury, odborné kreslení, odborné modelování a tvarování, vzorování v materiálu na sklářské huti.
Syn Jan Lipský (nar.1952), absolvent SUPŠ sklářské v Kamenickém Šenově a VŠE Praha. Ředitel Středního odborného učiliště v Praze v Podkovářské ulici do r. 2006.

## Významné návrhy
- V roce 1948 k 600. výročí Karlovy University slavnostní pohár s písmovou poklicí a s reliéfní řezbou Karlovy zakládací pečeti s latinským veršem určujícím její budování a význam.
- Návrhy číší v hutnickém provedení pro filmy režiséra Vávry a později i režiséra Zemana - hutní realizace Josef Rozinek a Karel Blažek.
- Návrhy ostře reliéfně řezaných tří "českých Janů" (Hus, Žižka, Komenský) – "Víra, láska, naděje" – realizace Oldřich Lipský 1950.
- Návrhy na kameje a medailony – realizace Čestmír Cejnar.

## Zastoupena ve sbírkách
- Uměleckoprůmyslové muzeum Praha
- Muzeum skla a bižutérie Jablonec nad Nisou
- Sklářské muzeum Kamenický Šenov
- Sklářské muzeum Nový Bor
- Moravská galerie Brno
- Východočeské muzeum Pardubice
- Soukromé sklářské muzeum Pasov, Německo

## Účast na výstavách
- Štěpán Rath a jeho spolupracovníci, palác Maltézských rytířů Praha 1950
- Sklo XX. století, New York, USA 1951
- Umělecké sklo n. p., Uměleckoprůmyslové muzeum Praha 1952
- Dar a vzpomínka, palác Dunaj Praha 1954
- Československé výtvarné umění, Čína 1954
- 10 let práce čsl. sklářských výtvarníků, Liberec 1955
- České ryté sklo, Jablonec nad Nisou 1957

## Fotogalerie

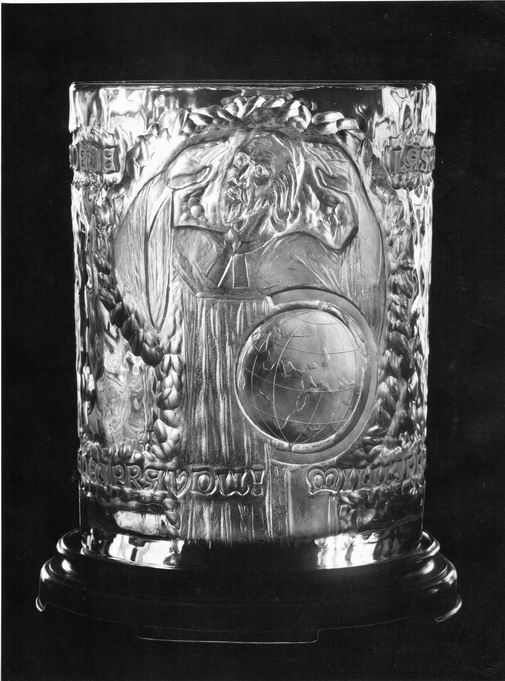
Váza – Víra, láska, naděje (Také Tři Janové – Žižka, Hus, Komenský) 1948
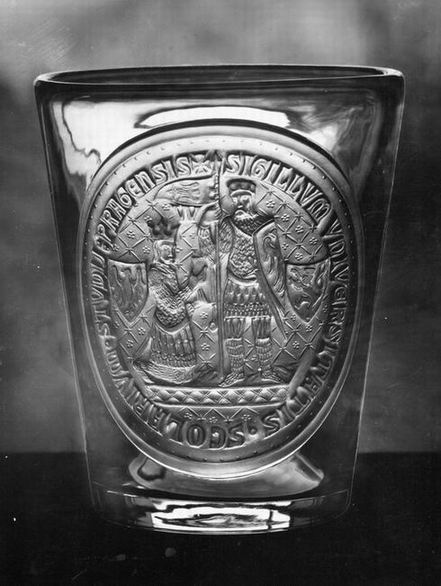
Váza k 600. výročí Karlovy univerzity (1948), rytec Karl Bischoff
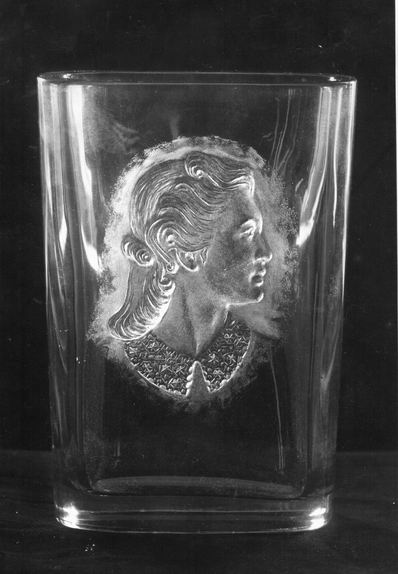
Sestra Lydie Straková
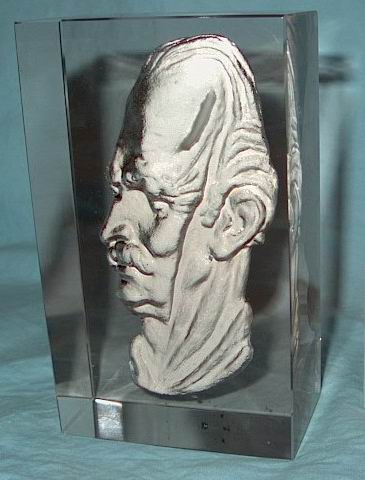
Hranované skleněné těžítko s portrétem RNDr. J. Špačka
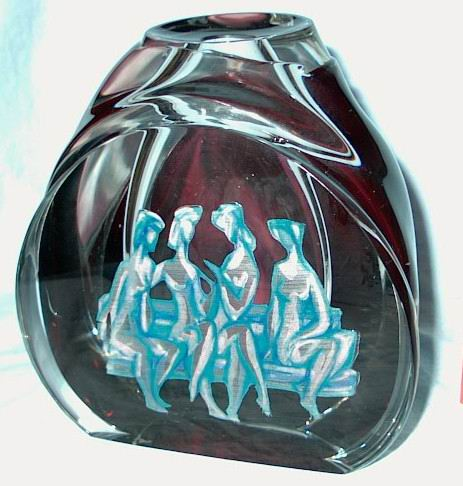
Ženy v sauně
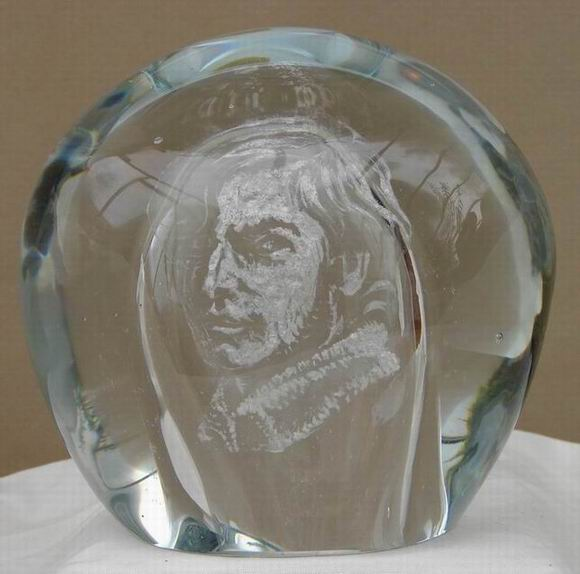
Těžítko se synem Honzou
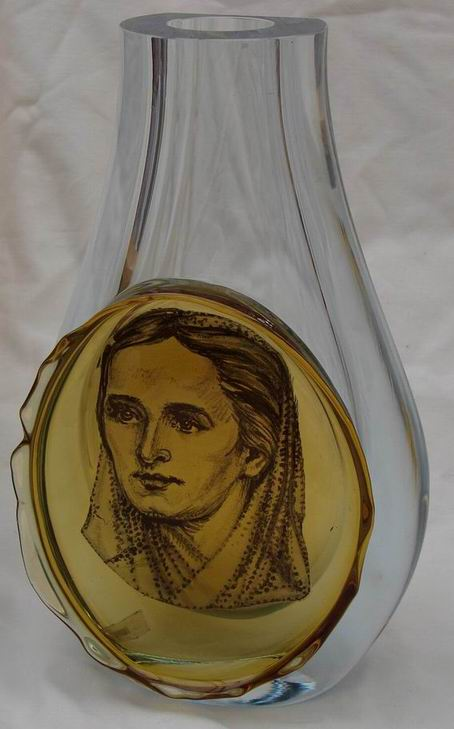
Váza s portrétem Boženy Němcové
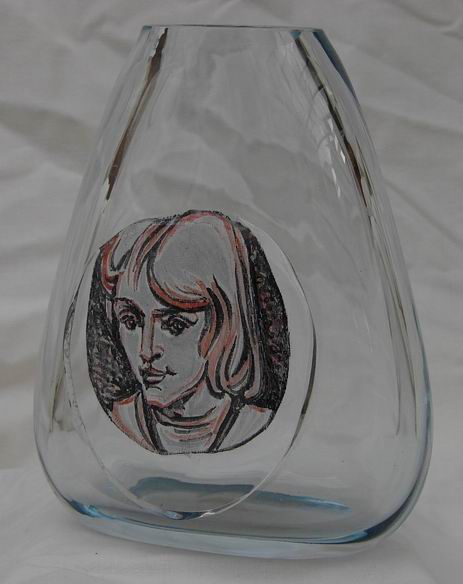
Dívka
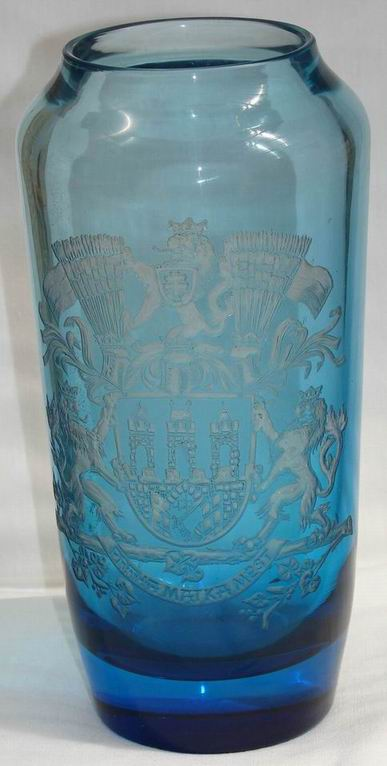
Darovací váza s velkým znakem Prahy
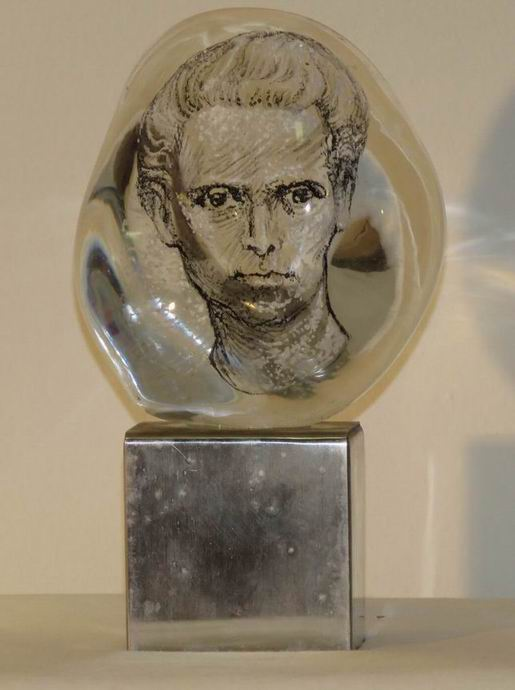
Těžítko, plastika, skleněný portrét Marie Curie-Sklodowské, v. 21 cm
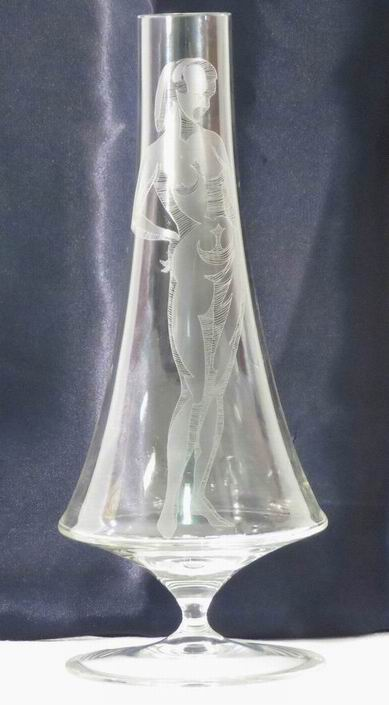
Vázička na nožce s rytým stojícím ženským aktem, v. 26 cm